# Združitev Italije
Združitev Italije (italijansko Risorgimento [risordžiménto] ali Unità d'Italia) je bil politični in družbeni proces, v katerem so se združile številne majhne države na Apeninskem polotoku v enotno državo Italijo. Večina zgodovinarjev označuje za začetek risorgimenta dunajski kongres leta 1815 in za konec priključitev Rima Kraljevini Italiji leta 1870. Nekateri podaljšujejo dobo do konca prve svetovne vojne, ko je bilo s saintgermainskim sporazumom priključeno Italiji ozemlje današnje dežele Trentinsko - Zgornje Poadižje (Tridentinska Benečija) in Furlanija ter Julijska krajina ali nekdanje avstrijsko Primorje.
Sama beseda risorgimento (= ponovno vstajenje) je danes splošno sprejeta kot oznaka tiste dobe, čeprav je njen prvotni romantični pomen (prebujenje ljudstev in stremljenje k enotnosti in sožitju), tipičen za retoriko 19. stoletja, že dolgo zapadel. Danes pomeni risorgimento le zgodovinsko obdobje, ki v političnem smislu obravnava širjenje Kraljevine Sardinije, za kulturo pa se istoveti z izredno literarno dejavnostjo tiste dobe. S tem v zvezi je vredno pripomniti, da se kulturni risorgimento pojavlja že v 18. stoletju, kar bi potrjevalo vpliv literature na prebivalstvo in posredno na politično dogajanje.

## Zgodovinsko ozadje
Liberalne ideje razsvetljenstva, ki so jih prinesle na Apeninski polotok Napoleonove okupatorske čete, so vzbudile v prebivalstvu nešteto upanj in načrtov za izboljšanje ekonomskega stanja in za odpravo avstrijske nadoblasti iz severnih pokrajin (Lombardsko-beneško kraljestvo). V duhu revolucionarnih pojmov o svobodi so nastale različne skupine teoretikov, ki so videli možnost uresničenja teh pričakovanj edino v združenju vseh političnih sil v državno enoto. Najbolj kompaktna skupina so bili monarhisti, ki so zagovarjali zamisel, po kateri naj bi se razne manjše državne enote na polotoku priključile že obstoječi in priznani Sardinski kraljevini.

## Nasilni začetki
Različne teorije so privedle do različnih dejanj, predvsem do uporov obstoječim oblastem. Vendar je vsak upor odražal politično misel ožjega kroga udeležencev, ljudje so se borili za rešitev svojih lokalnih problemov. Ni bilo koordinacije med raznimi kraji dežele.
Med prvimi so se pojavili karbonarji, ki so hoteli odpraviti vsako absolutistično nadoblast. Uprli so se papeški oblasti v Macerati (1817) in Kraljevini Dveh Sicilij v Neaplju (1820), pozneje (1830 - 1831) so nastopili proti Modenski vojvodini in spet proti papeški državi. 
Leta 1830 se je pridružil karbonarom Giuseppe Mazzini, ki je pa kmalu moral bežati v Francijo in nato v Švico, od koder je poslej vodil mladino in jo navduševal za upor. Najprej so se leta 1833 odzvali nekateri izobraženci in pripadniki vojske v Torinu in Genovi, a upor je bil odkrit in še pred začetkom zatrt, njegovi pripadniki pa strogo kaznovani. Leta 1834 je načrtoval napad na Savojce in istočasno ljudsko vstajo v Genovi, a oba podviga sta bila neuspešna. Razne vstaje drugod po polotoku (na Siciliji, v Abrucih, v Lombardiji in v Toskani) so bile prav tako zatrte.
Na jugu dežele sta bila aktivna brata Bandiera in Carlo Pisacane, a njun upor je bil zadušen v krvi.
Tragični konec vseh teh podvigov je v glavnem pripisati slabi organizaciji in predvsem slabemu obveščanju množic. Uporniki so bili namreč pretežno pripadniki aristokracije, medtem ko ljudstvo ni bilo niti seznanjeno z njihovimi nameni. Zgovoren je primer Pisacaneja, čigar vojsko so pobili kmetje, ki jih je hotel Pisacane emancipirati. V svojem zanosu do idealov svobode in neodvisnosti si aristokratični uporniki niso predstavljali, da bi jim narod ne želel slediti. A zgodilo se je prav to: preprosti ljudje so bolj verjeli obstoječim oblastem kot pa upornikom.

## Razvoj zmernih teorij
Po neuspehu Mazzinijevih teorij, ki so vedno upoštevale predvsem oborožene posege, so se pojavili razni predlogi za mirno rešitev vprašanja. Značilna za to obdobje je ideja, da je za združenje političnih enot potreben predvsem gospodarski razvoj dežele. Medtem ko je Mazzini teoriziral politično združenje, ki bi pozneje, po svojem uresničenju, poskrbelo za razvoj kmetijstva in emancipacijo množic, so novi teoriki poudarjali, da je izboljšanje ekonomskega stanja prvi pogoj za združenje vseh sil v deželi. Za dosego teh dolgoročnih ciljev je Massimo D'Azeglio predlagal konfederacijo italijanskih državic po nemškem zgledu. Vincenzo Gioberti je predlagal konfederacijo, ki naj bi v spoštovanju tisočletne tradicije sprejela papeževo vodstvo. Cesare Balbo pa je videl možnost konfederacije le pod vodstvom Savojcev. Njihove teorije, sicer nekoliko različne, so vsekakor začele izoblikovati unitarno predstavo bodoče države in ustanovili so stranko Novih gvelfov. Postalo je jasno, katera je glavna zapreka za uresničenje njihovih programov: to je bila tuja - predvsem avstrijska - prisotnost na polotoku. Vsi nemiri so se počasi usmerili na ta cilj: tujce je bilo treba pregnati.

## Vojne za neodvisnost
Leto 1848, eden od mejnikov evropske zgodovine, je bilo pomembno tudi v Italiji. Prvi nemiri so nastali v Palermu in v Messini proti Borboncem. Po neredih v Pragi in na Dunaju (marčna revolucija) so se uprli tudi prebivalci Benetk in nato Milana. Po uspešnem zaključku milanske vstaje ("petero milanskih dni") je Sardinski kralj Karel Albert skušal izkoristiti ugoden trenutek in je napovedal vojno Avstriji.

Sledila je tako imenovana prva italijanska vojna za neodvisnost (1848 - 1849), kjer je bila Sardinija (z zaveznikom Toskansko vojvodino ter ob sodelovanju Papeške države in Kraljestva Dveh Sicilij) popolnoma poražena.
Druga italijanska vojna za neodvisnost (1859), kjer je Sardinija s pomočjo Francije premagala Avstrijo, je dejansko prvi korak v procesu zedinjenja Italije. Lombardija je namreč pripadla Sardiniji, medtem ko sta Nica in Savoja bili sicer dodeljeni Francozom, a ju Sardinija ni izročila. Sploh so bile določbe mirovne pogodbe v veliki meri popolnoma prezrte. Politične spremembe so si sledile v naglem zaporedju in brez spoštovanja sprejetih dogovorov. Garibaldi je izvršil pohod tisočih in s tem omogočil aneksijo Dveh Sicilij. Kraljevina Sardinija je postala Kraljevina Italija in poslednično je Viktor Emanuel II. postal kralj Italije (1861).
Tretja italijanska vojna za neodvisnost (1866) je bila naperjena izključno proti Avstriji in se je odigrala kot posledica vstopa Kraljevine Italije v Avstrijsko-prusko vojno. Z zmago so Italijani pridobili Benečijo in Furlanijo.

## Zavzetje Rima
Čeprav je Kraljevina Italija ob proglasitvi neodvisnosti določila Rim za svojo prestolnico, je bil po treh vojnah za neodvisnost Rim še vedno v papeški lasti. Veliko papeškega ozemlja je že prešlo pod kraljevino z raznimi plebisciti ali vsled mirovnih pogodb, a jedro papeške države - v glavnem ozemlje današnjega Lacija - je še bilo v rokah francoske vojske, ki se je zoperstavljala italijanskim napadom. Šele po padcu Napoleona III. (bitka pri Sedanu 1870) je italijanskim četam uspelo prodreti v mesto. Po plebiscitu je 2. oktobra 1870 Papeška država prenehala obstajati in Rim je postal tudi dejansko prestolnica Italije. Papež Pij IX. se je proglasil za ujetnika, izobčil Viktorja Emanuela II. in prepovedal vernikom sodelovanje v italijanski politiki (non expedit). Prepoved je trajala do leta 1919, ko jo je papež Benedikt XV. preklical in s tem omogočil nastanek Italijanske ljudske stranke (Partito Popolare Italiano), predhodnice Krščanske demokracije (Democrazia Cristiana). Papeži so ostali "ujetniki" v Vatikanu do leta 1929, ko je bil problem rešen z Lateranskimi sporazumi.